# Рум'яново
Рум'яново (рос. Румяново) — село Клинського району Московської області, входить до складу міського поселення Високовськ.
Станом на 2010 рік населення становило 12 чоловік.
Російською — Румяново.
(рос.)